# São Luís do Norte
São Luíz do Norte est une municipalité brésilienne de l'État de Goiás et la microrégion de Ceres.